# PHP
PHP je tudi oznaka za filipinski peso.
PHP (trenutno tričrkovni rekurzivni akronim za PHP Hypertext Preprocessor, izvirno pa Personal Home Page Tools, slovensko orodja za osebno spletno stran) je razširjen odprtokodni programski jezik, ki se uporablja za strežniške uporabe oziroma za razvoj dinamičnih spletnih vsebin. Lahko ga primerjamo z Microsoftovim sistemom ASP, VBScript in JScript, Sun Microsystemovim sistemom JSP in Java ter sistemom CGI in Perl.
Podoben je običajno strukturiranim programskim jezikom, najbolj jezikoma C in Perl, in najbolj izkušenim programerjem dovoljuje razvijanje zapletenih uporab brez dolgega učenja.

## Zgodovina
PHP je bil napisan kot skupina CGI-programov v programskem jeziku C. Napisal ga je dansko kanadski programer Rasmus Lerdorf leta 1994, da bi zamenjal nekaj skript napisanih v Perlu, ki jih je uporabljal za upravljanje svoje spletne strani.
Lerdorf je sprva napisal PHP, da bi prikazal svoj življenjepis in hkrati zajemal podatke obiskovalcev strani. Tako je 8. julija 1995 izdal »Personal Home Page Tools«, zatem ko ga je združil s svojim interpreterjem za spletne obrazce (PHP/FI).

## Uporaba
PHP primarno teče na spletnem strežniku, kjer jemlje PHP izvorno kodo za vhod in generira spletno stran kot izhod. Kot del PHP-ja sta tudi možnost zaganjanja skript v ukaznem načinu in kreiranje grafičnih aplikacij.

## Skladnja
Primer programa v programskem jeziku PHP:
```
<?php

 
echo
 
"Hello world"
;

?>

```

Tak program na zaslon brskalnika izpiše: Hello world. Zahtevnejši program v PHP-ju, ki vsebuje stavek IF, izgleda takole:
```
 
<?php

  
if
 
(
 
1
 
+
 
1
 
==
 
2
 
)
 
{

    
echo
 
"Ena plus ena je dva!"
;

  
}
 
else
 
{

    
echo
 
"Ena plus ena ni dva!"
;

  
}

 
?>

```

PHP skripta vključena v HTML:
```
<!DOCTYPE html PUBLIC "-//W3C//DTD HTML 4.01//EN" "http://www.w3.org/TR/html4/strict.dtd">

 <html>

 <head>

  <title>PHP</title>

 </head>

 <body>

  
<?php
 
echo
 
"Pozdrav!"
;
 
?>

 </body>

 </html>

```

Primer obrazca (PHP in HTML):
```
<
html
>

<
title
>
Obrazec
</
title
>

<
body
>

<!--Polja-->

<!--Določimo kam naj se podatki pošlejo (pod action) in metodo (lahko POST / GET)-->

<
form
 
action
=
"ime_datoteke.php"
 
method
=
"POST"
>

Polje 1:
<
input
 
type
=
"text"
 
name
=
"polje1"
><
br
 
/>

Polje 2:
<
input
 
type
=
"text"
 
name
=
"polje2"
><
br
 
/>

<!--Gumb-->

<
input
 
type
=
"submit"
 
value
=
"Pošlji"
>

</
form
>

</
body
>

</
html
>

```

```
<?php

//Definiramo spremenljivke

$polj1
 
=
 
$_POST
[
'polje1'
];

$polj2
 
=
 
$_POST
[
'polje2'
];

//Izpis podatkov

echo
 
"Polje1 je"
 
.
 
$polj1
 
.
 
"<br />"
;

echo
 
"Polje2 je"
 
.
 
$polj2
;

//Spisal: MaticHribar

?>

```

## PHP 8
PHP 8 je izšel 26. novembra 2020. PHP 8 je glavna različica in ima pomembne spremembe v primerjavi s prejšnjimi različicami.

### Spremembe in dopolnitve sintakse
PHP 8 vključuje spremembe, ki omogočajo nadomestne, bolj jedrnate ali bolj dosledne sintakse v številnih scenarijih. Operater nullsafe je na primer podoben ničelnemu združevalnemu operatorju ??, vendar se uporablja pri klicanju metod. Naslednji odrezek kode ne bo povzročil napake, če getBirthday() vrne nič:
```
$human_readable_date
 
=
 
$user
->
getBirthday
()
?->
diffForHumans
();

```

Promocija lastnosti konstruktorja je bila dodana kot "skladenjski sladkor", ki omogoča samodejno nastavitev lastnosti razreda, ko se parametri posredujejo v konstruktor razreda. To zmanjša količino standardne kode, ki jo je treba napisati.
Druge manjše spremembe vključujejo podporo za uporabo ::class na objektih, ki služi kot alternativa za uporabo get_class(); neulovljeni ulov v blokih poskusi-ulov; spremenljive popravke sintakse za odpravljanje nedoslednosti; podpora za imenovane argumente; in podpora za končne vejice na seznamih parametrov, kar dodaja skladnost s podporo za končne vejice v drugih kontekstih, na primer v matrikah.